# Phil Neumann
Phil Neumann, né le 8 juillet 1997 à Recklinghausen en Allemagne, est un footballeur allemand qui évolue au poste d'arrière droit à Birmingham City.

## Biographie

### FC Ingolstadt
Natif de Recklinghausen en Allemagne, Phil Neumann est formé par le FC Schalke 04, club se situant tout proche de sa ville natale. Il passe toute sa formation dans ce club mais ne joue cependant aucun match avec l'équipe première, et en 2017 il rejoint librement le FC Ingolstadt, qui évolue alors en deuxième division allemande. Il fait ses débuts en professionnel le 29 juillet 2017 en étant titularisé face à l'Union Berlin. Son équipe s'incline ce jour-là sur le score de un but à zéro.

### Holstein Kiel
Après la relégation du FC Ingolstadt en troisième division, Phil Neumann décide de quitter le club pour rester en deuxième division, il s'engage le 5 juin 2019 avec le Holstein Kiel pour un contrat courant jusqu'en 2022.

### En équipe nationale
Avec l'équipe d'Allemagne des moins de 19 ans Phil Neumann participe au championnat d'Europe des moins de 19 ans en 2016. Titulaire au poste d'arrière droit lors de ce tournoi, il joue tous les matchs de son équipe et se distingue en inscrivant un but lors de la victoire face à l'Autriche le 17 juillet (0-3).
Avec les moins de 20 ans il est sélectionné pour participer à la coupe du monde des moins de 20 ans en 2017. Il prend part à trois matchs en tant que titulaire lors de cette compétition. En tout il joue dix matchs pour un but avec cette sélection de 2016 à 2018.